# تپه پاژ
تپه پاژ مربوط به سده‌های اولیه و میانی اسلام است و در شهرستان مشهد، دهستان طوس، روستای پاژ واقع شده و این اثر در تاریخ ۲۵ اسفند ۱۳۷۹ با شمارهٔ ثبت ۳۲۴۱ به‌عنوان یکی از آثار ملی ایران به ثبت رسیده است.